# Cartodere nodifer

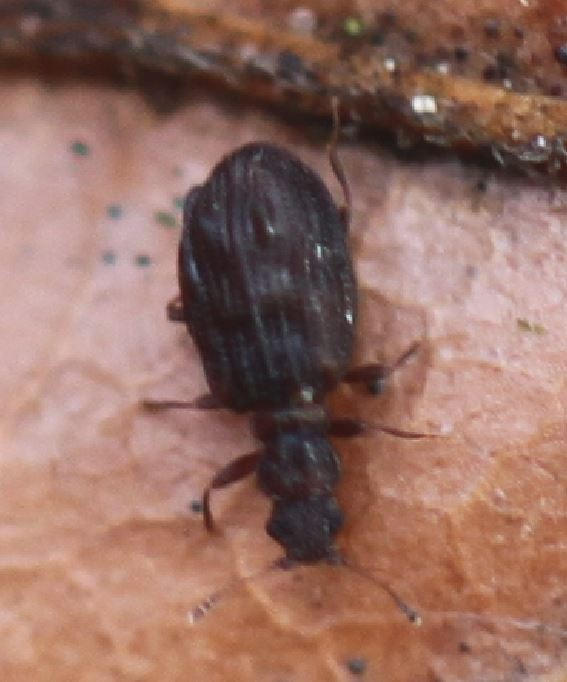
Cartodere nodifer

Cartodere nodifer Syn.: Cartodere nodifera, auch als Schwarzbrauner Rippenmoderkäfer bezeichnet, ist ein Käfer aus der Familie der Moderkäfer (Latridiidae).

## Merkmale
Die Käfer sind 1,5–2,2 mm lang. Sie besitzen eine dunkelbraune bis schwarze Grundfarbe. Die Käferart ist leicht anhand der stark ausgeprägten Rippen auf den Flügeldecken zu bestimmen. Die Flügeldecken sind im Vergleich zu verwandten Arten relativ breit. Die Kiele der Flügeldeckenzwischenräume sind geschlängelt. Beine und Fühler sind rötlich gefärbt. An den Hinterschienen befindet sich auf der Innenseite ein Zahn. Die Fühlerkeule ist dreigliedrig.

## Verbreitung
Cartodere nodifer stammt aus dem australasiatischen Raum. Die Käferart wurde Mitte des 19. Jahrhunderts nach England eingeschleppt. Erste Nachweise in Deutschland stammen aus dem Jahr 1870. Nach Nordamerika wurde Cartodere nodifer gegen Ende des 19. Jahrhunderts eingeschleppt. Cartodere nodifer gilt als ein Kosmopolit. Mittlerweile hat sich die Käferart in ganz Europa ausgebreitet und ist in Mitteleuropa überall häufig.

## Lebensweise
Cartodere nodifer gilt als ein Kulturfolger. Man findet die Käfer häufig in Scheunen und Ställen, an Kompost, an moderndem Holz sowie in Insektennestern und Bauten verschiedener Nagetiere. Die Käfer ernähren sich von Schimmelpilzen. Die Käfer beobachtet man das ganze Jahr über.

## Taxonomie
In der Literatur finden sich folgende Synonyme:
- Lathridius nodifer Westwood, 1839
- Aridius nodulosus Motschulsky, 1866
- Lathridius marginalis Broun, 1880
- Lathridius sculpturates Broun, 1880
- Lathridius humilis Rey, 1889
- Lathridius rufescens Delahon, 1913
- Aridius nodifer
- Coninomus nodifer